# LA Ice Cola
LA Ice Cola is een Australisch colamerk van de P&N Company. Het werd in delen van Australië geïntroduceerd in 1999, en in het gehele land in 2000. LA Ice Cola wordt vooral verkocht in supermarkten, maar de afzet verspreidt zich langzaamaan ook naar losse verkoop.
Hoewel LA Ice Cola qua smaak sterk overeenkomt met die van haar concurrenten Coca-Cola en Pepsi, lijkt de prik er sneller uit te verdwijnen. De reden voor dit fenomeen zou het goedkopere productieproces kunnen zijn.
De voornaamste reden van de populariteit van LA Ice Cola is het feit dat het erg goedkoop is, zeker in vergelijking met de concurrenten. Het is het eerste merk in Australië dat naast de bekende varianten ook een cola met koffie-smaak heeft geïntroduceerd.
3ES Cola · Afri-Cola · Alter Cola · Amrat Cola · Apotekarnes Cola · Arab Cola · Barr Cola · Beuk Cola · Big Cola · Boylan Cane Cola · Breizh Cola · Bubba Cola · C&C Cola · Campa Cola · Cat Cola · Chat Cola · Chek Cola · Chero-Cola · China Cola · Chtilà Cola · Classic Cola · Club Cola · Coca-Cola · Cola Turka · Cole Cold · Corsica Cola · Count Cola · Cricket Cola · Cuba Cola · Diet Rite Cola · Dixi Cola · Double Cola · El Ché Cola · Elsass Cola · Evoca Cola · Fada Cola · Faygo Cola · Feichang Cola · First Choice Cola · Freeway Cola · Frescolita · fritz-kola · Fruti Kola · Fukola Cola · Future Cola · Fuji-Cola · Herschi Cola · Highway Cola · Icy-Cola · Imazighen Cola · Inca Kola · Isaac Kola · Jolly Cola · Jolt Cola · Just Cola · KasKol · Kiri · Kitty Kola · Kofola · Kola Real · Kola Román · Kola Shaler · Kristal Kola · LA Ice Cola · Libella · Like Cola · Master Choice · Moxie · Mecca-Cola · Muslim Up · Odina · OK Cola · OpenCola · Parsi Cola · Pepsi Cola · Perú Cola · Polo-Cockta · Pop Cola · Pran Cola · Premium-Cola · President's Choice Cola · Qibla Cola · R.C. Cola · Raak Cola · Raak Kindercola · Red Kola · Reyna Kola · Ritchie Cola · River Cola · Rola Cola · Royal Crown Cola · Sam's Choice Cola · Salva Cola · Honey Saps Cola · Schweppes Cola · Shasta Cola · Sinalco Cola · Sugar Cane Cola · TaB Cola · Thums Up · Tropicola · tuKola · Ubuntu Cola · Ugarit Cola · Uludağ Cola · Virgin Cola · Vita Cola · Viva Cola · XL Cola · Zam Zam Cola · Zelal Cola · ZOOB Cola